# Veia cística
A veia cística faz parte do sistema venoso portal, e é ramo da veia porta direita.